# Igreja de São João Batista (Runa)
A Igreja Paroquial de São João Batista está localizada em Runa, na atual freguesia de Dois Portos e Runa, no Município de Torres Vedras.
Era em tempos uma ermida romana, que 1553 foi elevada à categoria sede de Freguesia por Bula Pontifícia. Foi sagrada pelo Bispo D. Ambrósio e tinha de comprimento 125 palmos, de largura 27, com três altares e três capelas.
Em 1971 (final)/ 1972 a Igreja Paroquial sofreu obras de ampliação, pois tornava-se de pequenas dimensões para as necessidade da freguesia. Desta antiga igreja ainda se pode ver hoje a torre da sineira e o altar-mor da bela talha dourada e painéis de azulejos barrocos, que representam a vida de São João Batista.